# Мечеть Абд аль-Хамида Бен Бадиса
Мечеть Абд аль-Хамида Бен Бадиса или Великая мечеть (араб. مسجد عبد الحميد بن باديس‎) — мечеть в городе Оран в Алжире.

## История
Великая мечеть в городе Оран была названа в честь алжирского мусульманского богослова, организатора Ассоциации алжирских мусульманских улемов Абд аль-Хамид Бен Бадиса.
Проект мечети был подан в Управление по делам религий в 1974 году, однако тогда проект не был зарегистрирован. Строительство мечети началось в 1999 году, но вскоре китайская компания подрядчик прекратила строительные работы из-за недостатка финансирования. Строительные работы вновь возобновились лишь в 2012 году после вмешательства президента Алжира Абдель Азиза Бутефлика. Строительство было закончено турецкой строительной компанией в 2015 году. Открытие мечети состоялось 16 апреля 2015 года.

## Описание
Мечеть была построена в районе Джамаль аль-Дин в восточной части Орана. Общяя вместимость составляет около 25 тысяч верующих.